# Cantón de Vaubecourt
El cantón de Vaubecourt era una división administrativa francesa, que estaba situada en el departamento de Mosa y la región de Lorena.

## Composición
El cantón estaba formado por doce comunas:
- Chaumont-sur-Aire
- Courcelles-sur-Aire
- Érize-la-Petite
- Les Hauts-de-Chée
- Laheycourt
- Lisle-en-Barrois
- Louppy-le-Château
- Noyers-Auzécourt
- Rembercourt-Sommaisne
- Sommeilles
- Vaubecourt
- Villotte-devant-Louppy

## Supresión del cantón de Vaubecourt
En aplicación del Decreto nº 2014-166 de 17 de febrero de 2014, el cantón de Vaubecourt fue suprimido el 22 de marzo de 2015 y sus 12 comunas pasaron a formar parte del nuevo cantón de Revigny-sur-Ornain.